# River Avon (flodmynning)
River Avon är en flodmynning i Storbritannien.   Den ligger i riksdelen England, i den södra delen av landet, 140 km sydväst om huvudstaden London.